# O Homem Invisível (2020)
The Invisible Man (bra/prt: O Homem Invisível) é um filme de 2020, dos gêneros ficção científica e terror, escrito e dirigido por Leigh Whannell, baseado no romance homônimo de 1897  de H. G. Wells, já adaptado pela Universal Studios em 1933. É estrelado por Elisabeth Moss como uma mulher que acredita estar sendo perseguida e manipulada por seu suposto ex-namorado falecido (Oliver Jackson-Cohen) depois que ele adquire a habilidade de se tornar invisível. Aldis Hodge, Storm Reid, Harriet Dyer, e Michael Dorman aparecem em papéis coadjuvantes.
O desenvolvimento de um novo filme baseado em O Homem Invisível começou em 2006. O projeto foi revivido como parte do universo cinematográfico compartilhado dos monstros clássicos da Universal Dark Universe, com Johnny Depp anexado para estrelar o filme. Depois que The Mummy foi lançado em 2017 e foi um fracasso crítico e financeiro, o desenvolvimento foi interrompido em todos os projetos. No início de 2019, o estúdio mudou seus planos de um universo serializado para filmes baseados em histórias individualizadas e o projeto reentrou no desenvolvimento. A filmagem principal durou de julho a setembro de 2019 em Sydney, Austrália.
O Homem Invisível foi lançado nos Estados Unidos em 28 de fevereiro de 2020 pela Universal Pictures. O filme recebeu críticas positivas da crítica, com elogios ao desempenho de Moss, sua modernização inventiva da trama do romance e a combinação de sustos com "uma narrativa inteligente sobre como as pessoas podem ser manipuladas e abusadas em relacionamentos prejudiciais", e faturou US$145 milhões em todo o mundo contra um orçamento de US$7 milhões.

## Sinopse
Cecilia "Cee" Kass planeja sua fuga da mansão de seu namorado abusivo Adrian Griffin, um rico cientista especializado em óptica, e o faz drogando-o com diazepam e correndo para a mata próxima para encontrar sua irmã Emily. Adrian acorda antes do planejado e chega a alcançar Cecilia, mas ela ainda foge. Duas semanas depois, uma ainda traumatizada Cecilia, que se esconde na casa de seu amigo de infância policial, James Lanier, recebe do irmão de Adrian, o advogado Tom Griffin, a notícia que seu ex se matou e o testamento deixava US$5 milhões para ela na condição de Cecilia não ser considerada mental ou fisicamente incapaz. Porém acontecimentos que se sucedem deixam Cecilia com a ideia de que o ex ainda está vivo e a perseguindo, tendo encontrado uma forma de ficar invisível.[carece de fontes?]

## Elenco
- Elisabeth Moss como Cecilia "Cee" Kass
- Oliver Jackson-Cohen como Adrian Griffin
- Aldis Hodge como Detetive James Lanier
- Storm Reid como Sydney Lanier
- Harriet Dyer como Emily Kass
- Michael Dorman como Tom Griffin
- Benedict Hardie como Marc
- Amali Golden como Annie
- Sam Smith como detetive Reckley
- Nash Edgerton como guarda
- Zara Michaels como enfermeira
- Vivienne Greer como mulher gritando
- Anthony Brandon Wong como vítima de acidente

## Dublagem brasileira
- Estúdio de dublagem: Delart
- Cecilia - Flavia Fontenelle[7]
- James - Duda Ribeiro[7]
- Sydney - Mariana Dondi[7]
- Adrian - Raphael Rossatto[7]
- Emily - Evie Saide[7]
- Tom - Philippe Maia[7]
- Taylor - Cafi Balloussier[7]
- Marc - Manolo Rey[7]

## Produção
O desenvolvimento de um novo filme de O Homem Invisível começou já em 2006, quando David S. Goyer foi contratado para escrever o roteiro. Goyer permaneceu ligado ao projeto ainda em 2011, com pouco ou nenhum desenvolvimento adicional no filme.
Em fevereiro de 2016, o projeto foi revivido com Johnny Depp como personagem titular e Ed Solomon escrevendo o roteiro. Foi revelado como parte de um universo cinematográfico planejado ,com a reinicialização moderna da Universal Pictures de seus monstros clássicos. A futura série de filmes estava marcada para começar em 2017 com The Mummy ,estrelado por Tom Cruise ,Sofia Boutella e Russell Crowe , seguido por um remake de The Bride of Frankenstein em 2019. Uma imagem divulgada em maio de 2017 de Depp com Cruise, Boutella, Crowe e Javier Bardem ,que foi escalado para interpretar o monstro de Frankenstein ,anunciou esse mundo compartilhado como o Universo das Trevas . O diretor da Mummy ,Alex Kurtzman, afirmou que os fãs devem esperar pelo menos um filme por ano da série. No entanto, uma vez que The Mummy foi lançado para recepção crítica negativa e retornos de bilheteria considerados insuficientes pelo estúdio, foram feitas alterações no Universo das Trevas para se concentrar na narrativa individual e se afastar do conceito de universo compartilhado.
Em janeiro de 2019, a Universal anunciou que todos os filmes futuros de seus personagens de terror se iriam se concentrar em histórias independentes, evitando conectividade. O bem-sucedido produtor de filmes de terror Jason Blum ,fundador da produtora Blumhouse Productions , havia manifestado publicamente seu interesse em reviver e trabalhar em futuros Remakes dos filmes do Universo Sombrio. O Homem Invisível foi escrito e dirigido por Leigh Whannell e produzido por Blum, mas não iria contar com o Depp como relatado anteriormente. Em março de 2019, Elisabeth Moss entrou em negociações iniciais para estrelar, com seu elenco oficial no mês seguinte. Storm Reid, Aldis Hodge e Harriet Dyer mais tarde se juntaram ao elenco, com Oliver Jackson-Cohen pronto para interpretar o papel principal em julho.
A fotografia principal começou em 16 de julho de 2019 e terminou em 17 de setembro de 2019 em Sydney, na Austrália.
Em 22 de fevereiro de 2020, durante uma entrevista ao ReelBlend Podcast da Cinemablend, Whannell afirmou que o filme nunca foi planejado para fazer parte de qualquer universo cinematográfico, incluindo o Universo das Trevas. Ele afirmou:
"Foi estranho, este filme surgiu de uma maneira realmente aleatória. Não era como se eu estivesse conectado a algum tipo de construção do mundo. Acabei de terminar o Upgrade , eles me chamaram para uma reunião com alguns desses executivos da Universal e da Blumhouse (…) Eu vou a essa reunião e eles realmente não conversaram sobre o Upgrade . Eles disseram que gostaram e seguiram em frente. Então, eu estou sentado neste sofá pensando: 'Para que eu estou aqui? esta reunião? E eles começaram a falar sobre o homem invisível".

#### Trilha Sonora
Benjamin Wallfisch compôs a música para o filme, Back Lot Music lançou a trilha sonora.

## Lançamento
O Homem Invisível foi lançado nos Estados Unidos em 28 de fevereiro de 2020 pela Universal Pictures. Foi originalmente programado para ser lançado em 13 de março de 2020, mas em agosto de 2019 foi aumentado duas semanas.
Em 20 de março, foi um dos muitos filmes lançados prematuramente em plataformas de streaming para alugar em resposta à pandemia de COVID-19.

## Recepção

### Bilheteria
Em 31 de maio de 2020, The Invisible Man faturou US $ 66,7 milhões nos Estados Unidos e Canadá e US $ 61,8 milhões em outros territórios, totalizando US $ 128,5 milhões em todo o mundo.
Nos Estados Unidos e no Canadá, o filme foi projetado para arrecadar de US $ 24 a 30 milhões de 3.610 cinemas em seu fim de semana de estreia. Ele faturou US $ 9,8 milhões em seu primeiro dia, incluindo US $ 1,65 milhão nas visualizações de quinta à noite. O filme estreou com US $ 28,9 milhões, superando as bilheterias. O filme faturou US $ 15,1 milhões em seu segundo final de semana (queda de 46%) e, em seguida, US $ 5,9 milhões em seu terceiro fim de semana. No quarto fim de semana do filme, devido aos fechamentos de teatro de massa em todo o país causados pela pandemia de COVID-19 ,ele faturou US $ 64.000 em 111 locais, a maioria drive-ins.

### Crítica
O site agregador de críticas Rotten Tomatoes informou que 92% das 356 críticas do filme foram positivas, com uma classificação média de 7,71 / 10. O consenso dos críticos do site diz: "Inteligente, bem-atuado e, acima de tudo, assustador, The Invisible Man prova que, às vezes, o material de origem clássico para uma nova reinicialização pode estar escondido à vista". O Metacritic calculou uma pontuação média ponderada de 72 em 100 com base em 58 revisões de críticos, indicando "revisões geralmente favoráveis". As audiências consultadas pelo CinemaScore deram ao filme uma nota média de "B +" na escala A + a F, e o PostTrak relataram que o filme recebeu uma pontuação geral positiva de 76% e uma média de quatro em cinco estrelas, com 53% das pessoas que pesquisaram dizendo que recomendaria definitivamente o filme.
Manohla Dargis, do The New York Times, escreveu que a performance de Moss "dá ao filme suas apostas emocionais", acrescentando ", embora sua agonia possa ser irritante, é ainda mais trêmula quando seu choro pára e essa donzela de filme de terror em perigo se torna uma ameaça." Escrevendo para o AV Club ,Jesse Hassenger atribuiu ao filme um "B +", também elogiando a performance de Moss e o foco da experiência de sua personagem.
Por outro lado, Nicholas Barber, da BBC, deu ao filme duas das cinco estrelas, opinando que "o mais recente remake do conto de HG Wells oferece um toque feminista oportuno - mas está faltando emoção". Ele criticou a imprecisão do filme, concluindo: "em um momento em que filmes de terror em pequena escala podem ser tão impressionantes quanto A Quiet Place and Get Out , um filme tão superficial quanto The Invisible Man parece insultante".

## Futuro
Em novembro de 2019, foi anunciado que um filme spin-off centrado em torno da contraparte feminina de Invisible Man estava em desenvolvimento. Elizabeth Banks deve estrelar, dirigir e produzir uma nova adaptação de A Mulher Invisível (1940), com base em seu próprio argumento original. Erin Cressida Wilson escreverá o roteiro para a reinicialização do monstro feminino, enquanto Max Handelman e Alison Small serão os produtores e produtores executivos, respectivamente. Banks foi autorizado a escolher um projeto da Universal Pictures da lista de Universal Monsters ,escolhendo A mulher invisível.